# Fortuna (Schiff, 2010)
Die Fortuna ist ein Schiff ohne eigenen Antrieb, das als Rohrleger eingesetzt wird.

## Beschreibung
Die Fortuna wurde 2010 von der Shanghai Zhenhua Heavy Industries (ZPMC) abgeliefert. Anstelle einer dynamischen Positionierung wird das Schiff über zwölf Ankerwinden bewegt. Die jeweils 20 t schweren Anker werden dabei durch Ankerziehschlepper verlegt.
Auffallend an diesem Rohrleger ist der große Schiffskran von ZPMC mit einer Tragfähigkeit von 1600 t. Darüber hinaus gehören ein 250-t-Derrickkran von Kobelco und ein 40-t-Kran von Liebherr zur Ausrüstung. Im Decksaufbau befinden sich die Unterkünfte für 310 Personen und darüber das Hubschrauberlandedeck. Die Energieversorgung wird von vier Dieselgeneratoren mit einer Leistung von jeweils 2500 kW gewährleistet.

## Einsatz
Nach den am 20. Dezember 2019 verhängten Sanktionen gegen den Bau von Nord Stream 2 zog Allseas seine Rohrleger ab. Die restlichen 160 km der Gaspipeline sollten von der Akademik Cherskiy und der Fortuna verlegt werden.

### Rohrverlegung Anfang März 2021
Im März 2021 befand sich die Fortuna in der Ostsee nahe Bornholm und aus den Informationen von MarineTraffic ließ sich schließen, dass der Rohrleger arbeitet.le.
Die zwei Ankerziehschlepper Errie und Venie verlegten die Anker, an denen sich die Fortuna vorwärts zieht und anscheinend in  24 h vom 2. bis 3. März rund 600 Meter Rohre verlegte. Dazu hat die Fortuna 12 Winden an Bord, mit denen sie sich entsprechend der ausgebrachten Anker in alle Richtungen bewegen kann.